# Johann Georg Gichtel
Johann Georg Gichtel (* 4. oder 14. März 1638 in Regensburg; † 21. Januar 1710 in Amsterdam) war ein Mystiker und Spiritualist.

## Leben
Gichtel, Sohn eines Steuerbeamten in Regensburg, studierte zunächst in Straßburg Theologie, wechselte aber später zur Rechtswissenschaft. Nach kurzer Tätigkeit als Advokat in Speyer kehrte er 1664 nach Regensburg zurück.
Für seinen weiteren Lebensweg wurde die Begegnung mit dem Juristen Justinian von Welz wichtig. Dieser wandte sich in seiner Schrift De vita solitaria gegen das übliche „Maulchristentum“ und vertrat das Ideal eines weltabgewandten Christentums. In den 1660er Jahren forderte von Welz zur Bildung einer neuen Gesellschaft auf, die das Luthertum einigen und den Missionsbefehl Jesu (Mt 28,18–20 ) umsetzen sollte. Gichtel ließ sich für dieses Vorhaben gewinnen und war zunächst im Auftrag von Welz in Deutschland unterwegs. Weil er sich in Schmähschriften mit der Geistlichkeit Regensburgs und Nürnbergs anlegte, wurde er in Haft genommen und 1665 aus Regensburg ausgewiesen.
Gichtel beschäftigte sich fortwährend mit religiösen Schriften. 1682 gab er Jakob Böhmes Werke vollständig heraus. Aufnahme fand er bei dem Pfarrer und Spiritualisten Friedrich Breckling in Zwolle, der schon vielen Gesinnungsgenossen Unterschlupf gewährt hatte. Als Gichtel sich dort für Friedrich Breckling in dessen Auseinandersetzung mit dem Amsterdamer Konsistorium einsetzte, kam er wegen seiner heftigen Kirchenkritik ins Gefängnis und an den Pranger und wurde aus Zwolle ausgewiesen. Auch Breckling verlor seine Pfarrstelle. Er fand nach seiner Ausweisung aus Zwolle eine Zufluchtsstätte in Amsterdam. Hier lebte er – nicht immer spannungsfrei – mit mehreren Hausbrüdern und -schwestern zusammen.
Gichtels Vorstellung, dass Gott in der Seele des Gläubigen wohne, ließ ihn jedes äußere Kirchentum ablehnen und führte zu einem Bewusstsein einer exklusiven Gottesbeziehung. Ebenso verwarf er den Ehestand und forderte sexuelle Askese, da der wahre Christ allein mit der himmlischen Sophia vermählt sei.
Neben der Böhme-Ausgabe beschäftigte sich Gichtel mit seiner Theosophie. Asketische Übungen gehörten hierzu. Es wird von visionären und wunderbaren Erlebnissen berichtet, die seine Verbindung mit der göttlichen Sophia belegen sollen. Er hatte ein intensives mystisches Erleben.
Gichtel lebte bewusst nur von Spenden, denn seine Theosophia practica beinhaltete neben dem Verzicht auf irdische Liebe auch den Verzicht auf die Sorge. Die Forderung nach Heiligung des Lebens schloss die konsequente Ablehnung der lutherischen Rechtfertigungslehre ein. Die letzte Stufe dieser Heiligung ist die ständige Selbstverleugnung und der Verzicht auf alle irdische Lust. Hierdurch gelange man zum Melchisedekschen Priestertum, das sich wie Christus selbst zum Opfer bringt, um andere, auch Verstorbene, von ihren Leiden zu befreien.
Seine Ansichten hat er in zahlreichen Sendschreiben propagiert. Diese wurden als Theosophische Sendschreiben von Gottfried Arnold (1700) und später nochmals unter dem Titel Theosophia practica von Johann Wilhelm Überfeld (Leiden 1722, 6 Bde.) mit seiner Biographie herausgegeben.
Mit dem radikalen Pietisten Gottfried Arnold stand Gichtel spätestens seit dem Jahr 1699 in schriftlicher Verbindung. Zahlreiche andere radikale Pietisten, wie Hochmann von Hochenau und das Ehepaar Johann Wilhelm und Johanna Eleonora Petersen hat er beeinflusst oder stand mit ihnen in regem Kontakt. Wegen seiner Rechthaberei und der Forderung nach Ehelosigkeit wandten sich andere Vertreter des Spiritualismus und einige seiner engsten Mitarbeiter von ihm ab.
Die Glieder der von ihm gestifteten kleinen Gemeinde in Holland wurden nach ihm Gichtelianer genannt; sie selbst nannten sich Engelsbrüder, weil sie bis zur Reinheit der Engel sich zu erheben hofften. An ihre Spitze stellte sich nach dem Tode Gichtels der Kaufmann Johann Wilhelm Überfeld in Leiden, während die Kreise in Altona und Hamburg Johann Otto Glüsing folgten, wo sie laut Johann Adrian Bolten noch um 1800 existierten. Weitere Kreise von Gichtelianern gab es in Berlin, Magdeburg, Dresden und Nordhausen.
Starken Einfluss hatte Gichtel auch auf den frühen Hallischen Pietismus. Jedoch waren die Franckeschen Anstalten in Halle für Gichtel ein Abfall ins Äußerliche. Für Institutionen hatten Gichtel und seine Anhänger nichts übrig – dies gilt natürlich zuallererst für jede Form institutionellen Kirchentums.